# Muricellisis cervicornis
Muricellisis cervicornis is een zachte koraalsoort uit de familie Isididae. De koraalsoort komt uit het geslacht Muricellisis. Muricellisis cervicornis werd in 1931 voor het eerst wetenschappelijk beschreven door Thomson & Dean. 